# Зебрасомы
Зебрасомы (лат. Zebrasoma) — род морских рыб семейства хирурговых. Обитают в тропических морях Индо-Тихоокеанской области, в Красном море и Персидском заливе. Отсутствуют в тропической зоне Атлантики. Длина тела составляет от 20 до 40 см. Тело высокое, дисковидное, с заострённым рылом и высокими спинным и анальным плавниками. В спинном плавнике 4—5 колючих лучей и 23–31 мягких лучей; в анальном плавнике три колючих луча и 19–25 мягких лучей; хвостовой плавник усечённый.

## Виды
- Zebrasoma desjardinii
- Zebrasoma flavescens — Жёлтая зебрасома[1]
- Zebrasoma gemmatum — Пятнистая зебрасома[1]
- Zebrasoma rostratum
- Zebrasoma scopas — Двухцветная зебрасома, или коричневая зебрасома[1]
- Zebrasoma velifer — Чернополосая зебрасома, или парусная зебрасома[1]
- Zebrasoma xanthurum — Желтохвостая зебрасома[1]